# Låjssa naturreservat
Låjssa naturreservat är ett naturreservat i Jokkmokks kommun i Norrbottens län.
Området är naturskyddat sedan 2021 och är 662 hektar stort. Reservatet ligger nordost om Jokkmokk med sjön Låjssa i centrum och består av många sjöar som omges av åsar med gammal tallskog. 